# Yannick Peeters
Pour les articles homonymes, voir Peeters.
Yannick Peeters, né le 15 novembre 1996, à Mol est un coureur de cyclo-cross belge. Il est le fils de Wilfried Peeters ancien coureur cycliste et directeur sportif dans l'équipe Omega Pharma-Quick Step.

## Biographie
En juin 2020, son contrat avec Pauwels Sauzen-Bingoal n'étant pas renouvelé, il décide de mettre un terme à sa carrière pour se reconvertir dans les métiers du bâtiment.

## Palmarès en cyclo-cross
- 2010-2011
  - 3e du championnat de Belgique de cyclo-cross cadets
- 2011-2012
  -  Champion de Belgique de cyclo-cross cadets
- 2012-2013
  -  Champion de Belgique de cyclo-cross juniors
  -  3e du championnat d'Europe de cyclo-cross juniors
- 2013-2014
  -  Champion d'Europe de cyclo-cross juniors
  - Coupe du monde juniors #4, Namur
  - Classement général du Superprestige juniors
    - Superprestige juniors #1, Ruddervoorde
    - Superprestige juniors #3, Hamme-Zogge
    - Superprestige juniors #4, Gavere
    - Superprestige juniors #5, Gieten
    - Superprestige juniors #6, Diegem
    - Superprestige juniors #7, Hoogstraten

  - Trophée Banque Bpost juniors #2 - Koppenbergcross, Audenarde
  - Trophée Banque Bpost juniors #3 - Grand Prix Sven Nys, Baal
  - Trophée Banque Bpost juniors #4 - Internationale Sluitingsprijs, Oostmalle
  -  Médaillé d'argent du championnat du monde de cyclo-cross juniors
  - 2e de la Coupe du monde juniors
  - 2e du championnat de Belgique de cyclo-cross juniors
- 2014-2015
  - Classica Elsemaa, Alsemberg
- 2016-2017
  - 3e du championnat de Belgique de cyclo-cross espoirs
- 2017-2018
  - Druivencross espoirs
  - 5e de la Coupe du monde espoirs
  - 7e du championnat d'Europe de cyclo-cross espoirs
- 2019-2020
  - Qiansen trophy Aohan Station, Aohan County
  - Qiansen Trophy Fengfeng Station, Fengfeng
  - Pfaffnau GP Luzern, Pfaffnau

## Palmarès sur route
- 2017
  - 1rea étape du Tour de la province de Namur (contre-la-montre par équipes)